# 异叶海桐
异叶海桐（学名：Pittosporum heterophyllum），为海桐花科海桐花属下的一个植物种。